# 出田千鶴
出田 千鶴（いでた ちづる、1986年11月15日 - ）は、日本の陸上競技選手。専門は中長距離種目。ダイハツ工業所属。

## 経歴・人物
京都府出身。京都府立久御山高等学校、佛教大学教育学部卒業後、2009年3月にダイハツ工業へ入社。
佛教大学が大学女子駅伝で台頭し立命館大学と争った時期に活躍した選手の一人である。2008年の大学女子選抜駅伝4区で区間賞を獲得するなど活躍した。
ダイハツ入社後も以下のように長距離・駅伝で活躍した。

## 社会人時代の記録
| 年     | 大会                       | 種目           | 順位     | 備考         |
| ------ | -------------------------- | -------------- | -------- | ------------ |
| 2009年 | 全日本実業団対抗選手権     | 10000m         | 25位     |              |
|        | 実業団女子駅伝西日本大会   | 6区            | 区間2位  | ダイハツ優勝 |
|        | 全日本実業団対抗女子駅伝   | 6区            | 区間5位  | ダイハツ7位  |
| 2010年 | 全国都道府県対抗女子駅伝   | 1区            | 区間18位 | 大阪府17位   |
|        | 全日本実業団ハーフマラソン | ハーフマラソン | 15位     |              |
|        | 全日本実業団対抗選手権     | 10000m         | 27位     |              |
|        | 実業団女子駅伝西日本大会   | 6区            | 区間3位  | ダイハツ優勝 |
|        | 全日本実業団対抗女子駅伝   | 1区            | 区間7位  | ダイハツ7位  |
| 2011年 | 全国都道府県対抗女子駅伝   | 1区            | 区間34位 | 大阪府10位   |
|        | 関西実業団陸上競技選手権   | 5000m          | 8位      |              |
|        | 実業団女子駅伝西日本大会   | 6区            | 区間賞   | ダイハツ9位  |
|        | 全日本実業団対抗女子駅伝   | 3区            | 区間13位 | ダイハツ9位  |
| 2012年 | 全国都道府県対抗女子駅伝   | 2区            | 区間2位  | 大阪府優勝   |
|        | 名古屋ウィメンズマラソン   | マラソン       | 37位     |              |
|        | 関西実業団陸上競技選手権   | 10000m         | 7位      |              |
|        | 実業団女子駅伝西日本大会   | 2区            | 区間5位  | ダイハツ2位  |
|        | 全日本実業団対抗女子駅伝   | 6区            | 区間11位 | ダイハツ4位  |
| 2013年 | 全国都道府県対抗女子駅伝   | 2区            | 区間12位 | 大阪府3位    |
|        | 名古屋ウィメンズマラソン   | マラソン       | 14位     |              |
|        | 関西実業団陸上競技選手権   | 10000m         | 10位     |              |
|        | 全日本実業団対抗選手権     | 10000m         | 38位     |              |
|        | 実業団女子駅伝西日本大会   | 6区            | 区間賞   | ダイハツ優勝 |
|        | 全日本実業団対抗女子駅伝   | 6区            | 区間11位 | ダイハツ4位  |
| 2014年 | 全国都道府県対抗女子駅伝   | 5区            | 区間13位 | 大阪府9位    |
|        | 名古屋ウィメンズマラソン   | マラソン       | 34位     |              |